# Charles des Moulins
Charles Robert Alexandre des Moulins, auch Desmoulins, (* 13. März 1798 in Southampton; † 23. Dezember 1875 in Bordeaux) war ein französischer Botaniker und Malakologe. Sein offizielles botanisches Autorenkürzel lautet „Des Moul.“

## Leben und Wirken
Sein Vater emigrierte 1790 als Royalist nach England und begleitete den Herzog von Angouleme als Berater nach Spanien. Des Moulins besuchte das Gymnasium (Lycée) in Frankreich. Schon als junger Mann befasste er sich mit vielen Bereichen der Naturgeschichte (Zoologie, Botanik, Geologie, Mineralogie) und komponierte auch für Klavier. Hauptberuflich war er bis etwa 1830 beim Zoll angestellt. Durch Heirat mit der Tochter eines ehemaligen Bürgermeisters von Bordeaux (de Gourgue) war er finanziell unabhängig und widmete sich Wissenschaft, Kunst und Literatur. Er wohnte in Bordeaux und hatte einen Landsitz in Lanquais bei Bergerac.
Unter dem Einfluss des bretonischen Kunsthistorikers Arcisse de Caumont befasste er sich auch mit mittelalterlicher Kunstgeschichte und Architektur. Beide arbeiteten eng zusammen, war in der von Caumont gegründeten französischen archäologischen Gesellschaft aktiv und in dem von ihm gegründeten Institut des Provinces, in der Caumont die Aktivitäten von französischen Wissenschaftlern außerhalb der Metropole Paris bündelte. Unter anderem veröffentlichte er eine Abhandlung über die Pflanzendarstellungen in mittelalterlicher Architektur.
Er war Präsident der 1815 gegründeten Linné-Gesellschaft (Société linnéenne de Bordeaux) von Bordeaux, deren Mitglied er seit 1825 war, und hatte sowohl einen Ruf als Botaniker als auch als Mollusken-Forscher. Er erstbeschrieb einige Schnecken und bei den Pflanzen den Christusdorn (Euphorbia). Wie der Pyrenäenforscher und Botaniker Louis Ramond de Carbonnières erforschte er die Flora auf dem Pic du Midi de Bigorre in den Pyrenäen und schrieb darüber 1840 eine Abhandlung.
Er spielt in der Geschichte des Aquariums eine Rolle, da er um 1830 als Erster auf den Gedanken kam, darin Pflanzen zu halten für die Sauerstoffzufuhr. Er selbst hielt darin Süßwasserschnecken. Das Aquarium mit Fischen kam in den 1840er Jahren auf, unter anderem waren hier Nathaniel Bagshaw Ward (1791–1868), Anna Thynne (1806–1866) und Robert Warington (1807–1867) in England und William Stimson in den USA und Félix Dujardin (1802–1860) in Frankreich Pioniere. Moulins veröffentlichte auch über seine Entdeckung.
Er führte 1828 die für die Wissenschaft neue Gattung Jouannetia und 1832 die neuen Gattungen Rangia und Malletia ein.
Ihm zu Ehren wurde die Bauchige Windelschnecke (Vertigo moulinsiana) benannt. Er erstbeschrieb unter anderem Chondrina bigorriensis.
Er war Mitglied der Akademie der Wissenschaften und schönen Künste von Bordeaux. 1861 wurde er gewähltes Mitglied der American Philosophical Society.

## Schriften
- Description de trois genres nouveaux de coquilles fossiles du terrain tertiaire de Bordeaux, savoir: Spiricella, par M. Rang, correspondant; Gratelupia et Jouannetia, par Charles de Moulins. In: Bulletin d’histoire naturelle de la Société Linnéenne de Bordeaux. Band 2, 1828, S. 226–255 (biodiversitylibrary.org).
- Catalogue raisonné des plantes phanérogames de la Dordogne, Bordeaux 1849, Gallica
- Études sur les échinides, 1831
- Description d’un genre nouveau de Coquille Bivale. In: Actes de la Société linnéenne de Bordeaux. Band 5, 1832, S. 48–58 (biodiversitylibrary.org).
- Description d’un nouveau genre nouveau de Coquille vivante, des mers du Chili. In: Actes de la Société linnéenne de Bordeaux. Band 5, 1832, S. 83–92 (biodiversitylibrary.org).
- Description de quelques Mollusques terrestres et fluviatiles de la France. nouveaux ou peu connus. In: Actes de la Société linnéenne de Bordeaux. Band 7, 1835, S. 142–165 (biodiversitylibrary.org).
- État de la végétation sur le Pic du Midi de Bigorre au 17 octobre 1840, Bordeaux 1844
- Considérations sur la Flore murale, Caen 1845